# Râul Titianul
Râul Titianul este unul din cele două brațe care formează râul Sasul. 

## Hărți
- Harta județului Hunedoara
- Harta Munții Șureanu  Arhivat în 11 mai 2012, la Wayback Machine.